# Apistogramma macmasteri
Espèce
Apistogramma macmasteri est une espèce de poissons d'aquarium de la famille des Cichlidés, sous-famille des Geophaginae.
L'espèce a été décrite par Sven O. Kullander en 1979, et nommée en l’honneur de Mr. Mark McMaster, qui avait orienté son attention sur ce poisson dès 1973. Comme toutes les espèces du genre Apistogramma, il est considéré comme un Cichlidé nain.
Rarement appelé à tort Apistogramma ornatipinnis, il est aussi possible de le trouver sous les rares noms suivants :
- Apistogramma sp. “Canoga Park”
- Apistogramma sp. “Flame”
- Apistogramma sp. “Meteor”.